# Гаскойн-Сесил, Джеймс, 2-й маркиз Солсбери
Джеймс Браунлоу Уильям Гаскойн-Сесил, 2-й маркиз Солсбери (англ. James Brownlow William Gascoyne-Cecil, 2nd Marquess of Salisbury; 17 апреля 1791 — 12 апреля 1868) — британский аристократ и консервативный политик. С 1791 по 1823 год он носил титул учтивости — виконт Крэнборн. Он занимал должность при графе Дерби в качестве лорда-хранителя печати в 1852 году и лорда-президента Совета в 1858—1859 годах. Он был отцом Роберта Гаскойн-Сесила, 3-го маркиза Солсбери, трижды премьер-министра Соединенного Королевства, и дедушкой Артура Джеймса Бальфура, который также занимал пост премьер-министра.

## Предыстория
Родился 17 апреля 1791 года в Лондоне. Единственный сын Джеймса Сесила, 1-го маркиза Солсбери (1748—1823), и леди Эмили Мэри Хилл (1750—1835), дочери Уиллса Хилла, 1-го маркиза Дауншира. Он получил образование в Итонском колледже, затем учился в Крайст-черче в Оксфорде, где в 1813 году степень магистра искусств.

## Политическая карьера
Лорд Солсбери был избран в Палату общин в 1813 году в качестве члена парламента от Веймута и Мелкомб-Реджиса, место, которое он занимал до 1817 года , а затем заседал от Хартфорда с 1817 по 1823 год.
13 июня 1823 года после смерти своего отца Джеймс Сесил унаследовал маркизат и стал членом Палаты лордов Великобритании. Он служил в первых двух кабинетах лорда Дерби в качестве лорда-тайной печати в 1852 году и лорда-президента Совета (1858—1859). Он был приведен к присяге в Тайном совете в 1826 году и стал рыцарем Ордена Подвязки в 1842 году.
Помимо своей политической карьеры, он также служил титульным лордом-лейтенантом Мидлсекса в 1841—1868 годах. С 1813 года — полковник Хартфордширской милиции.

## Семья
Лорд Солсбери был женат дважды. Его первый брак состоялся 2 февраля 1821 года с Фрэнсис Мэри Гаскойн (25 января 1802 — 15 октября 1839), дочерью Бамбера Гаскойна из Чайлдуолл-Холла, Ланкашир, и его женой Сарой Бриджет Фрэнсис Прайс. Ее биография, написанная Каролой Оман, появилась в 1966 году . У пары было шестеро детей, в том числе:
- Джеймс Эмилиус Уильям Эвелин Гаскойн-Сесил, виконт Крэнборн (29 октября 1821 — 14 июня 1865), умер холостым.
- Леди Милдред Арабелла Шарлотта Гаскойн-Сесил (21 октября 1822 — 18 марта 1881), в 1842 году вышла замуж за Александра Бересфорда Хоупа (1820—1887), четверо детей
- Лорд Артур Гаскойн-Сесил (19 декабря 1823 — 25 апреля 1825), умер в детстве.
- Леди Бланш Мэри Харриет Гаскойн-Сесил (5 марта 1825 — 16 мая 1872), с 1843 года замужем за Джеймсом Мейтландом Бальфуром (1820—1856); Восемь детей, среди них — премьер-министра Артура Бальфура.
- Роберт Артур Талбот Гаскойн-Сесил, 3-й маркиз Солсбери (3 февраля 1830 — 22 августа 1903), трижды премьер-министр Соединенного Королевства (1885—1886, 1886—1892, 1895—1902), женился на Джорджине Олдерсон, от брака с которой он имел восемь детей.
- Подполковник лорд Юстас Браунлоу Генри Гаскойн-Сесил (24 апреля 1834-3 июля 1921), в 1860 году женился на леди Гертруде Луизе Скотт (? — 1919), от брака с которой у него было трое детей.

Второй брак лорда Солсбери, 29 апреля 1847 года, был заключен с леди Мэри Кэтрин Саквилл-Уэст (23 июля 1824 — 6 декабря 1900), дочерью Джорджа Саквилл-Уэста, 5-го графа Де Ла Варра, и Элизабет Саквилл-Уэст, графини Де Ла Варр, от которой у него было пятеро детей:
- Лорд Саквилл Артур Сесил (16 марта 1848 — 29 января 1898), умер неженатым.
- Леди Мэри Арабелла Артур Сесил (26 апреля 1850 — 18 августа 1903), с 1872 года замужем за Аланом Стюартом, 10-м графом Галлоуэем.
- Леди Маргарет Элизабет Сесил (1850 — 11 марта 1919), умерла незамужней.
- Лорд Артур Сесил (3 июля 1851- 16 июля 1913), в 1874 году женился на Элизабет Энн Уилсон (? — 1901), от которой у него было двое детей; во-вторых, женился в 1902 году на Фредерике фон Кленк (? — 1941), дочери дипломата барона Отто фон Кленка из Гмундена, и его британской жены урожденной Стюарт.
- Подполковник лорд Лайонел Сесил (21 марта 1853 — 13 января 1901), умер холостым.

Лорд Солсбери умер в Хэтфилд-хаусе в апреле 1868 года в возрасте 76 лет. Его третий и старший оставшийся в живых сын, Роберт Гаскойн-Сесил, унаследовал титул маркиза. Маркиза Солсбери умерла в декабре 1900 года.